# キューピッドの宮殿の外にいるプシュケのいる風景
『キューピッドの宮殿の外にいるプシュケのいる風景』（キューピッドのきゅうでんのそとにいるプシュケのいるふうけい、仏: Paysage avec Psyché devant le palais de Cupidon, 英: Landscape with Psyche outside the Palace of Cupid）、『魔法にかけられた城』（まほうにかけられたしろ、仏: The Enchanted Castle, 英: The Enchanted Castle）は、フランスバロック時代の画家クロード・ロランが1664年に制作した絵画である。油彩。主題はアプレイウスの『黄金の驢馬』で語られているギリシア神話の神エロス（ローマ神話のキューピッド）とプシュケの恋の物語から採られている。キューピッドの城の前に座るプシュケがキューピッドに会う前か、あるいはキューピッドに捨てられた後かは不明である。クロード・ロランの晩年の重要な後援者である第8代パリアーノ公爵ロレンツォ・オノフリオ・コロンナの発注により制作された作品で、『溺死から救われたプシュケ』（Paysage avec Psyché sauvée de la noyade, ヴァルラフ・リヒャルツ美術館所蔵）の対作品。現在はロンドンのロンドン・ナショナル・ギャラリーに所蔵されている。

## 主題

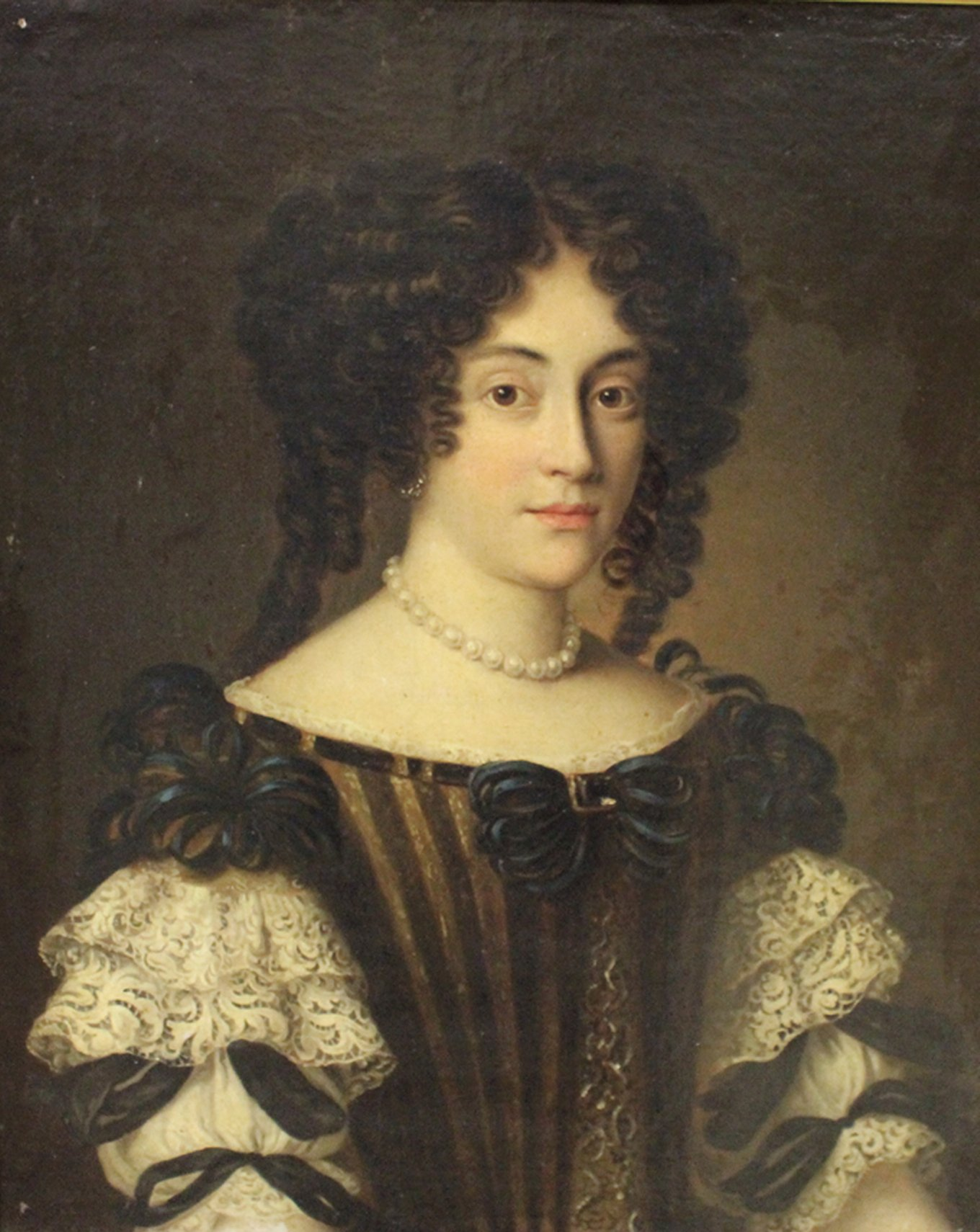
マリア・マンチーニ。フランス王国のジュール・マザラン枢機卿の姪にあたり、ロレンツォ・オノフリオと結婚する前は国王ルイ14世の寵愛を受けていた。

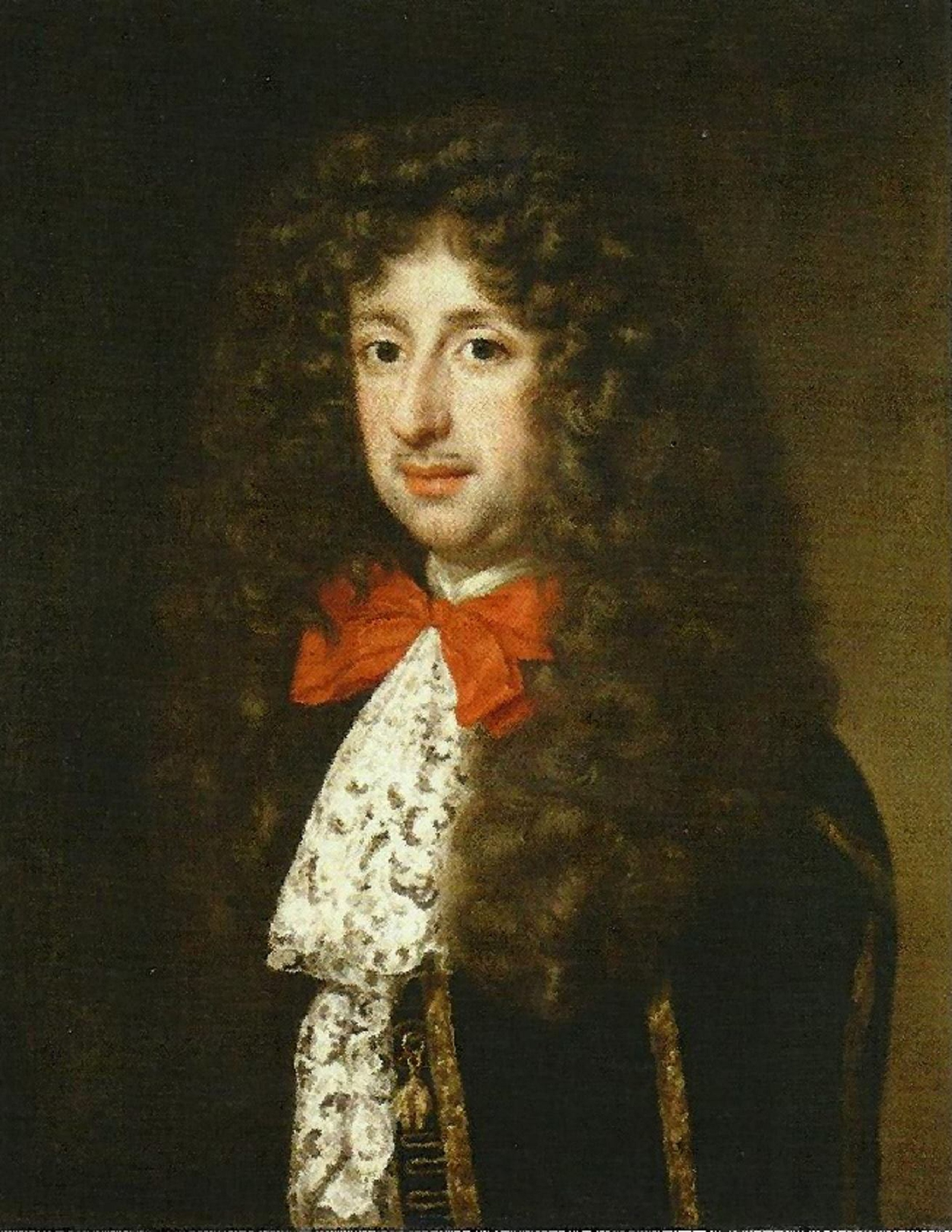
パリアーノ公爵ロレンツォ・オノフリオ・コロンナ。

美しい王女プシュケは神託にしたがって山に住む怪物の生贄に供されることになった。プシュケが花嫁衣装を着せられ、山頂に置き去りにされると、風によって宮殿のある谷間に運ばれた。彼女はこの宮殿で夜だけ現れる怪物と夫婦の契りを結び、幸福に暮らした。のちにプシュケは家族に会いたくなり、怪物に頼み込んで姉妹を宮殿に連れてきてもらったが、姉妹はプシュケに嫉妬し、燈火で怪物の姿を確かめるよう勧めた。そこでプシュケが眠っている怪物の姿を照らしてみると、そこにいたのはエロスであった。しかし燈火の油をうっかりエロスの身体に落としてしまった。エロスは驚いて飛び起き、いずこかに飛び去った。プシュケは倒れこみ、涙を流しながら飛び去る夫を見つめ、その姿が見えなくなると、後悔して近くを流れる川に身を投げた。しかし川は神の怒りを恐れ、プシュケを傷つけることなく川岸に漂着させた。

## 制作背景
本作品は第8代パリアーノ公爵ロレンツォ・オノフリオ・コロンナの発注により制作された。ロレンツォ・オノフリオは1661年にジュール・マザラン枢機卿の姪にあたり、美女として名高いマリア・マンチーニと結婚したばかりであった。しかしクロード・ロランが絵画を完成させた1664年の翌年には2人の関係は破綻しつつあった。1672年、マンチーニはローマを去り、両作品もまた1679年までにコロンナ家のコレクションを離れた。ロレンツォ・オノフリオはこの頃にはプシュケの主題を好ましく思わなくなっていたのだろう。 

## 作品

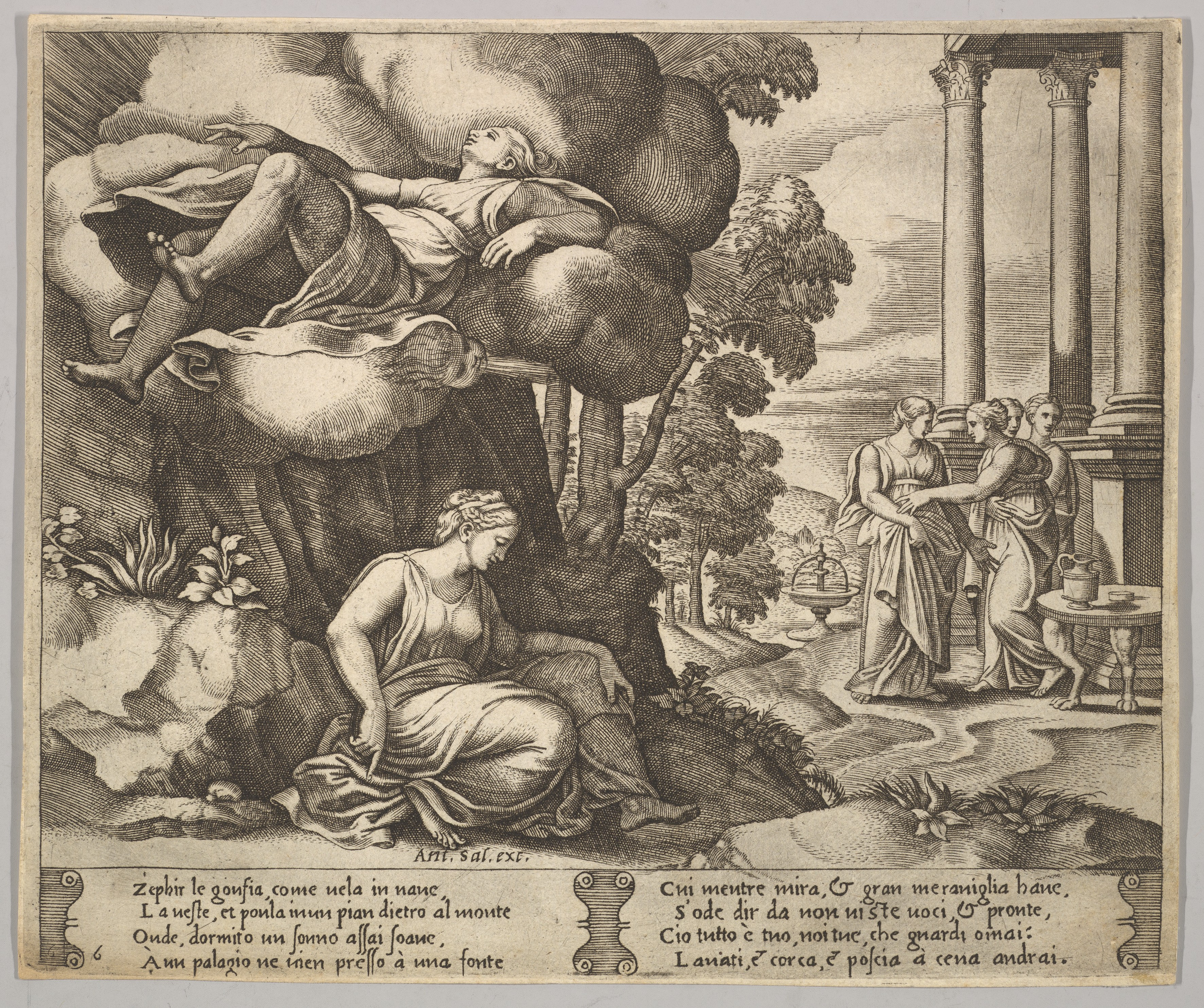
マスター・オブ・ザ・ダイの『プシュケの寓話』より、図版6「プシュケを魔法にかけられた宮殿へと運ぶゼピュロス」。1530年から1560年頃。

クロード・ロランは草原の中に座りこみ、肘をついて何かに思いを巡らせているプシュケの姿を描いている。プシュケの後方には暗い森が広がり、画面中央中景の海を望む断崖の上にはキューピッドの宮殿が立っている。海は画面右側に広がっており、宮殿のある断崖は海岸からせり出して入り江を形成している。海上には2人の人物が乗った1艘のボートが浮かんでいる。クロード・ロランはローマやその周辺で見た様々な建築様式と想像上の建築を組み合わせることで、キューピッドの城を作り上げており、荘厳な宮殿の外観は軍事的な要塞に関連した円形の塔や廃墟が付随している。岩がちな丘の中腹と海岸の入り江は印象的で、画家の想像力、および遠近感とスケール感を表現する技量を物語っている。加えて、隔絶した風景と涼しげな色彩が荘厳な雰囲気を醸し出している。 
プシュケの図像についてはマスター・オブ・ザ・ダイが『プシュケの寓話』の挿絵のために制作したエングレーヴィングや、あるいは16世紀末に出版されたイタリアの図像学者チェーザレ・リーパの『イコノロギア』（Iconologia）17世紀のフランス語版に登場する調停を表す人物から影響を受けたことが指摘されている。
『キューピッドの宮殿の外にいるプシュケのいる風景』と『溺死から救われたプシュケ』は、ロレンツォ・オノフリオとマンチーニの結婚を契機に発注されたと考えられている。しかしその主題や実際に描かれた作品に結婚の祝賀的な要素はなく、むしろ結婚生活の困難を暗示している。しかし、クロード・ロランが後援者の結婚を祝福するため、意図的に否定的なイメージを描いたとは考えにくい。クロード・ロランがプシュケの物語のどの部分を描いたのか正確なところは不明である。この点についてはいくつかの説があり、そのうちの1つによると、おそらくプシュケがキューピッドと出会う直前の、風によってキューピッドの王国に運ばれた場面を描いており、その根拠としてクロード・ロランが参照したと思われるマスター・オブ・ザ・ダイの挿絵がちょうどこの場面を描いていることが挙げられる。しかし別の説によると、この絵画はプシュケとキューピッドの別れの瞬間を描いているという。実際にこの絵画の憂鬱な雰囲気はキューピッドに捨てられた後のプシュケの悲しみを示唆しているように見える。ただし、プシュケのポーズは彼女が「地面に横たわって飛び去る夫を見つめ、絶望して近くの川の端に身を投げた」と語られている物語と一致していない。また、プシュケが1人でいる別の場面を描いた可能性も指摘されている。それによると、嫉妬深い2人の姉妹がプシュケを訪問し、キューピッドを殺すよう説得して立ち去る場面を描いているのではないかという。画面右側のボートに乗っている2人の人物は彼女の姉妹と考えられ、彼女たちはケルンのヴァルラフ・リヒャルツ美術館所蔵の対作品でも描かれている。
本作品の人気がある英語タイトル「The Enchanted Castle」は、1782年に絵画に基づいて制作されたエングレーヴィングで初めて使用された。

## 来歴
ナショナル・ギャラリーは1981年に国家遺産記念基金とアート・ファンドの寄付を受けて本作品を購入した。

## 影響
イギリスのロマン主義の詩人ジョン・キーツは本作品に魅了された。異論があるにせよ、キーツの最も有名な詩の1つである「ナイチンゲールに捧げる頌歌」の1節「荒れ果てた妖精の土地にある、危険な海の、水泡の上に開いている、魅惑の魔法の開き窓」にインスピレーションを与えたのではないかとしばしば考えられている。一方、「クロード・ロランの魔法にかけられた城の回想」（A Reminiscence of Claude's Enchanted Castle）については疑問の余地はない。

## ギャラリー
『黄金の驢馬』に基づく他の作例

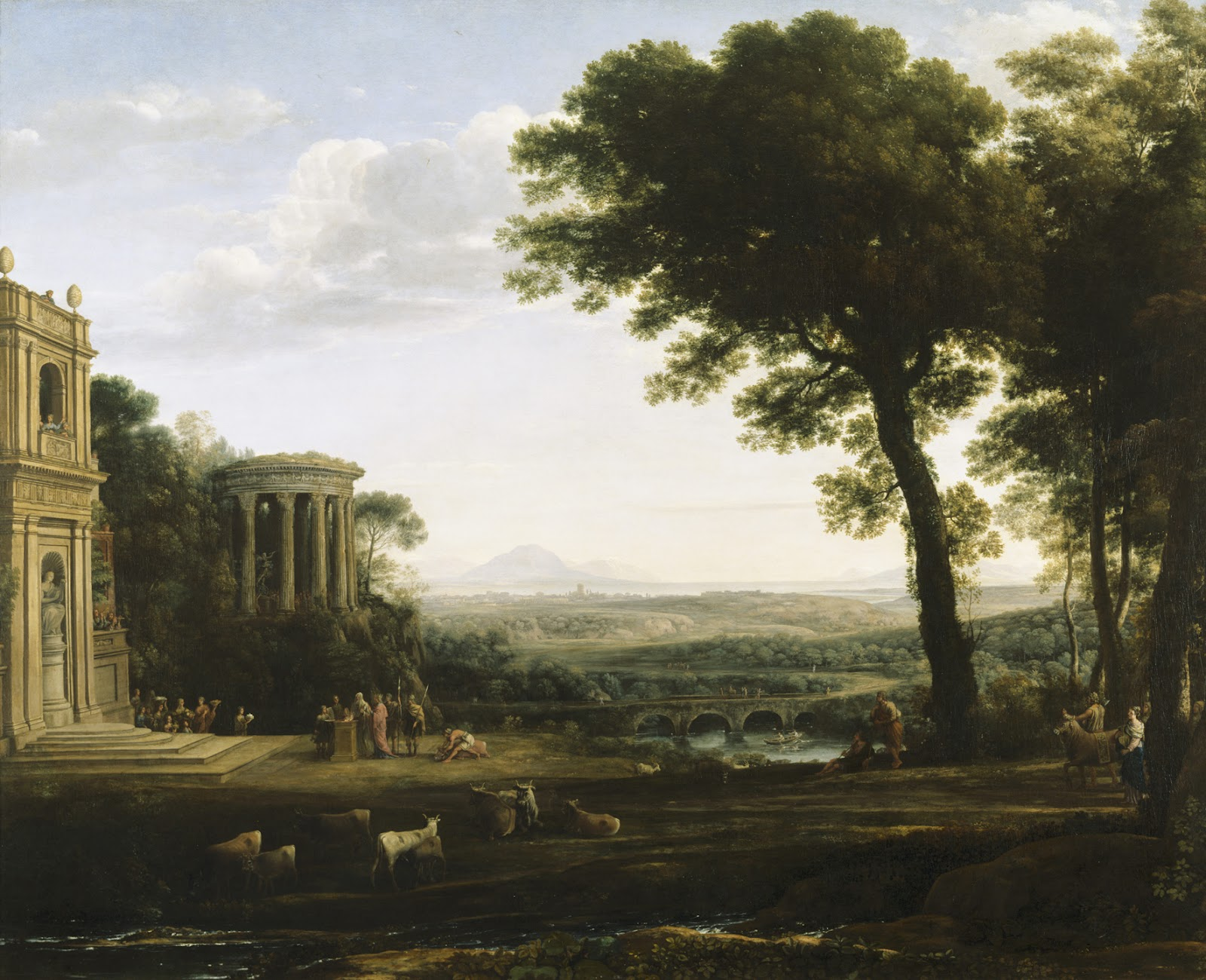
『アポロン神殿で犠牲を捧げるプシュケの父』1662年-1663年 アングルシー修道院（英語版）所蔵
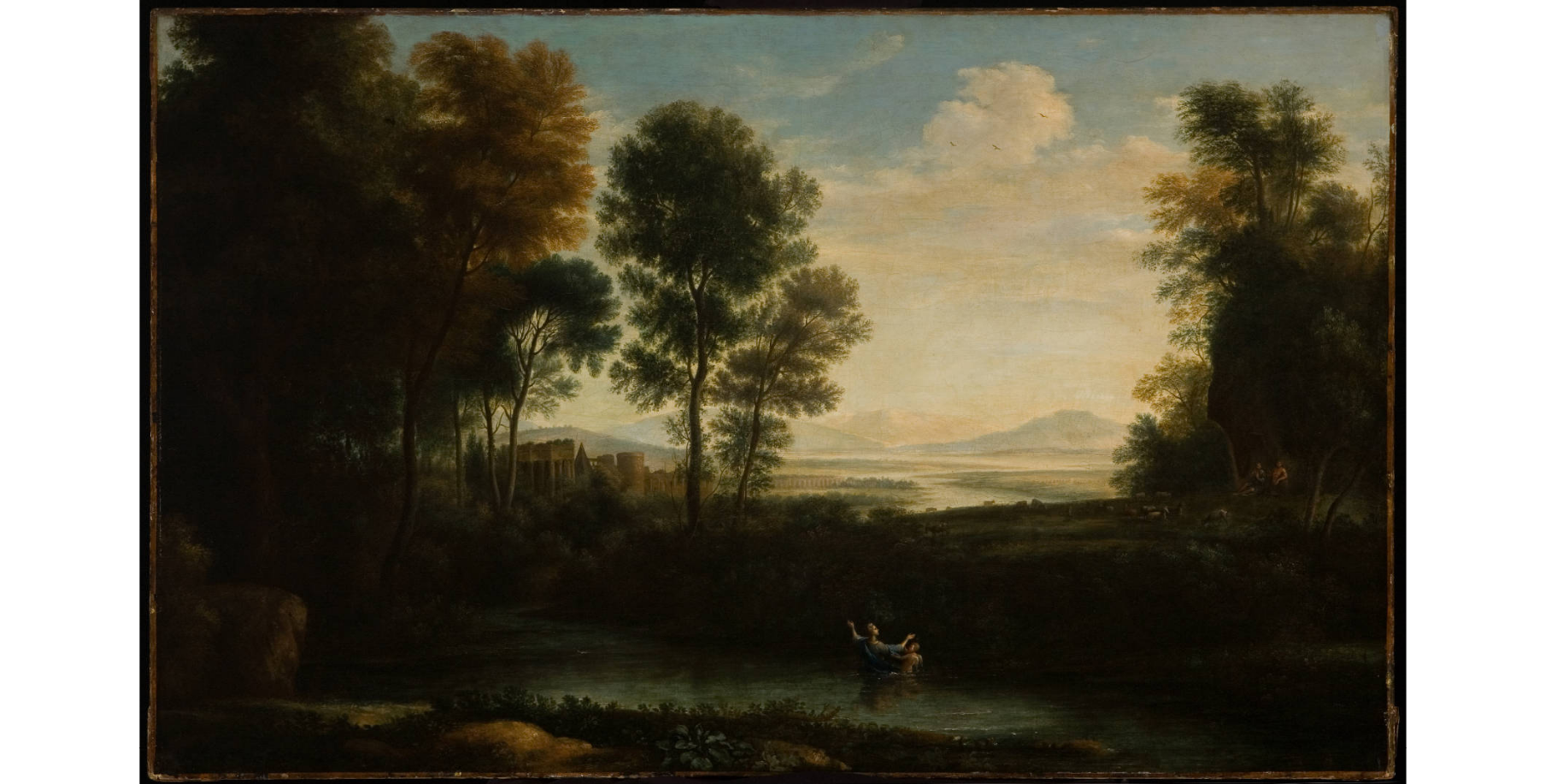
工房作『溺死から救われたプシュケのいる風景（キューピッドとプシュケ）』1665年-1670年 デビッド・オウズリー美術館（英語版）所蔵